# Zenit (aparat de fotografiat)

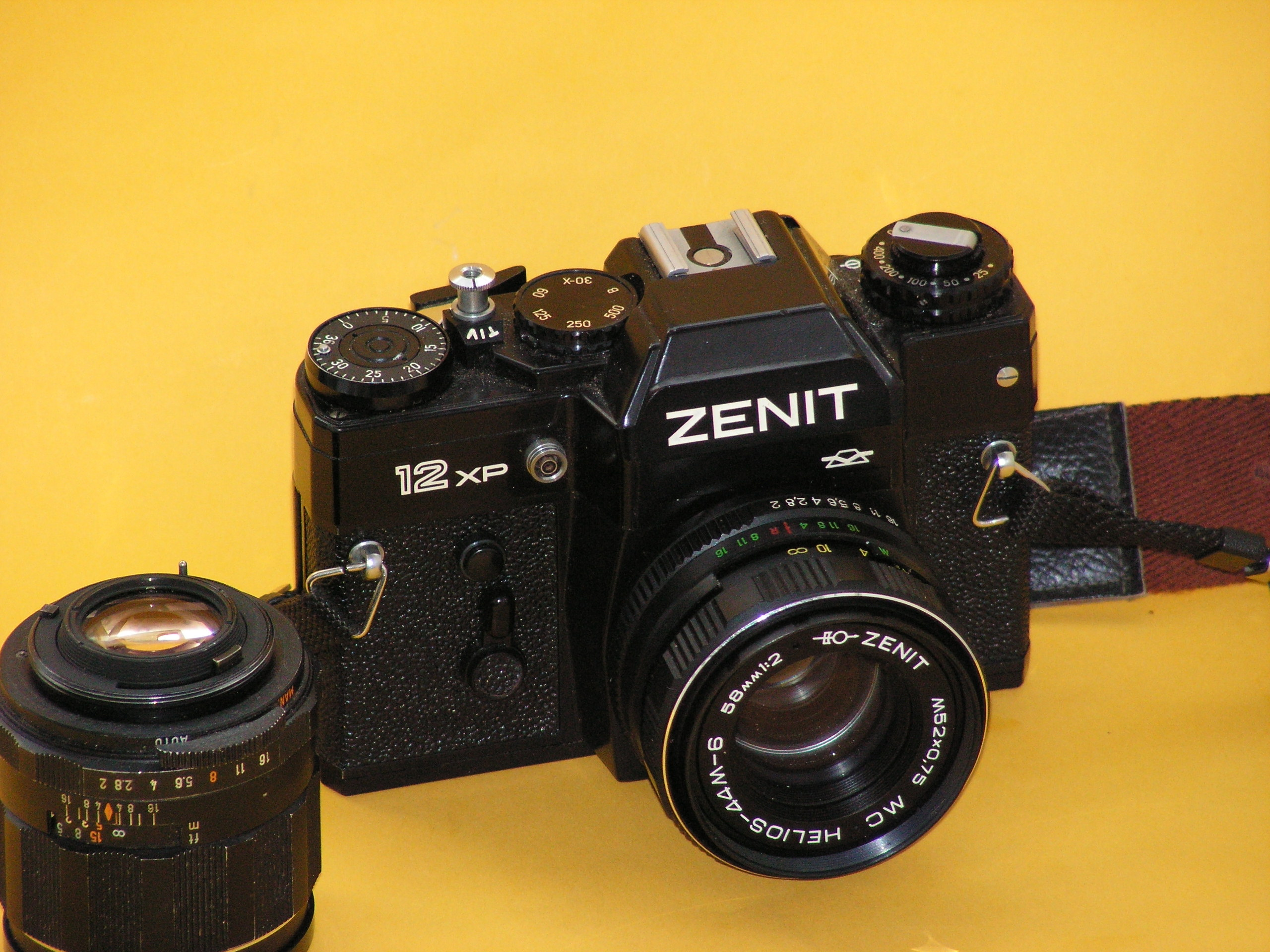
Aparat de fotografiat Zenit

Zenit este o marcă de aparate de fotografiat rusești (anterior sovietice) produse de Fabrica KMZ (Krasnogorskiy Mekhanicheskiy Zavod) în apropierea Moscovei încă din anul 1952 și de BelOMO în Belarus din 1970. Marca Zenit este în primul rând ascociată cu aparatele de tip SLR cu film de 35mm, aparatele de 35mm cu telemetru, ca Zorki, Moskova pentru de format mediu și Horizon de tip panoramic.

## Primele aparate
Primul Zenit avea la bază un aparat Zorki cu telemetru (acesta fiind la rândul lui o copie după Leica III). Transformarea aparatului Zorki într-un SLR, a fost rezolvată simplu, prin eliminarea locașului pentru vizor de sus și înlocuirea sa cu un vizor cu ecran și prismă, plus o oglindă adăugată apoi.
Pe parcursul primilor ani de producție (înaintea modelului Zenit-E din 1967) dezvoltarea aparatelor Zenit a coincis cu aceea a aparatelor Zorki. 
Modelul Zenit-S aste dotat cu dispozitiv sincronizator pentru bliț exterior (aproape identic cu cel al modelului Zorki-S).

## Modele

### Primele aparate
- Zenit
- Zenit-S
- Zenit-3
- Zenit-3m (cunoscut și sub numele de Kristall/Crystal)

### Seria Zenit-4 camere semiautomate
- Zenit-4
- Zenit-5
- Zenit-6

### Seria Zenit-E

#### Modele cu luminometru din celulă de seleniu
- Zenit-E

Aparat SRL Zenit ET

- Zenit-B (identic cu E dar fără exponometru)
- Zenit-EM
- Zenit-BM (identic cu EM dar fără luminometru)
- Zenit-ET
- Zenit-10
- Zenit-11

#### Camere cu metraj TTL și filet M42 montat

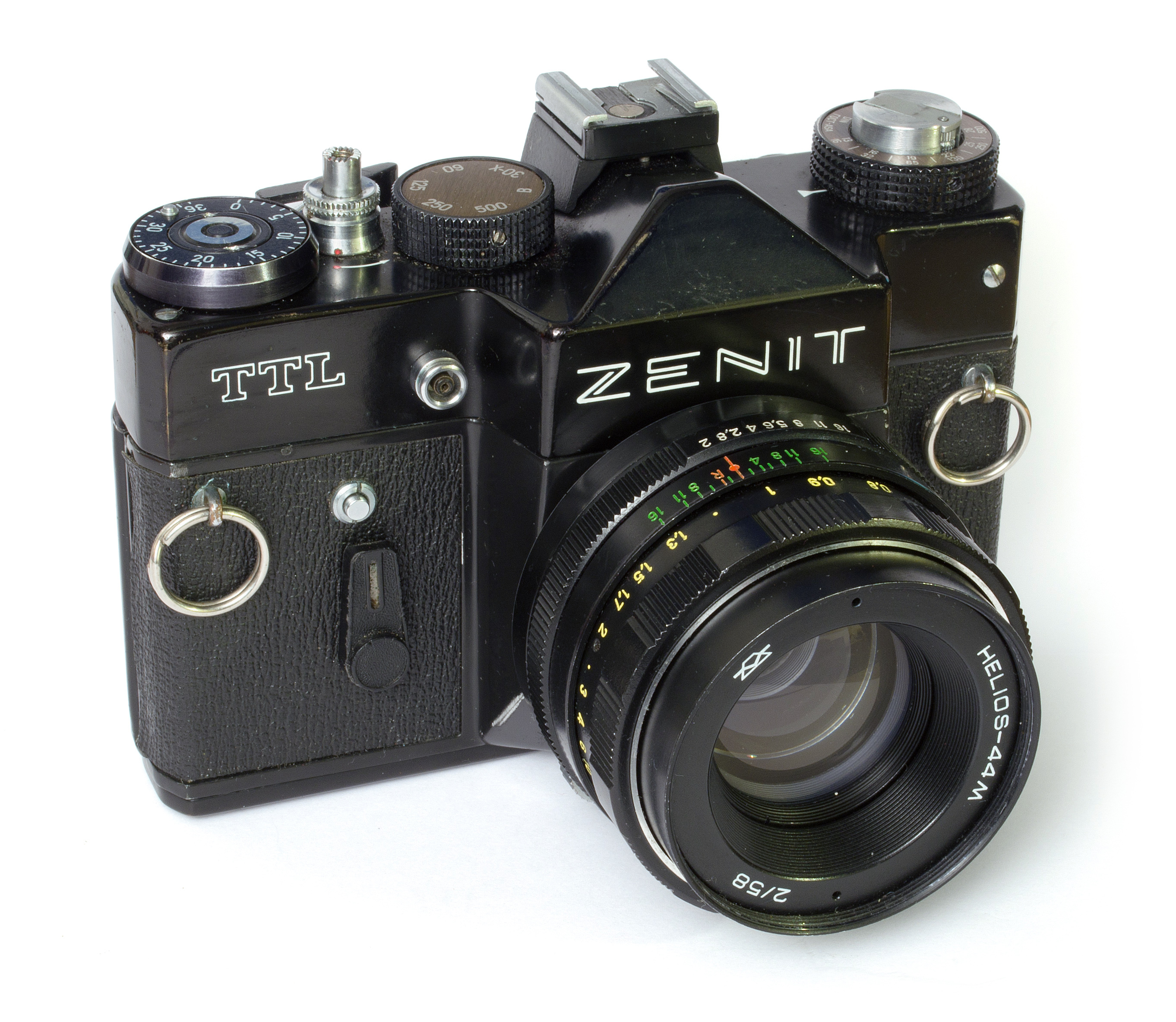
Zenit-TTL

- Zenit-TTL
- Zenit-12
- Zenit-12xp
- Zenit-122
- Zenit-122V
- Zenit-312m
- Zenit-412DX
- Zenit-412LS
- Zenit-Photosniper

#### Camere cu metraj TTL și Pentax K montat
- Zenit-122K
- Zenit-212K

### Camere cu montări nestandardizate
- Start
- Zenit-7
- Zenit-D

### Camere M42 semiautomate
- Zenit-16
- Zenit-19
- Zenit-18
- Zenit-MT-1 Surprise (jumătate după versiunea Zenit-19)

### Modelul Zenit-Ax (Camere montate cu Pentax K)
- Zenit-Automat (cunoscut și sub numele de Zenit-Auto)
- Zenit-AM
- Zenit-AM2
- Zenit-APk
- Zenit KM
- Zenit-KM plus